# I'm Lovin' It
"I'm Lovin' It" (em inglês:  Em Portugues "Estou Adorando") é um single de Justin Timberlake. Lançado em 2003, com a produção de The Neptunes, o nome foi usado como tema da McDonald's para ser usado em seus comerciais.
Também, há um remix da música, o promo single com duração de 3:54 teve a participação de Snoop Dogg como uma contra-partida de Justin no seu single "Signs".
O clipe foi dirigido por Paul Hunter.

## Paradas
| Tabela (2003)                            | Melhor Posição |
| ---------------------------------------- | -------------- |
| Dutch - Top 40                           | 13             |
| Irlanda - Parada de Singles              | 15             |
| Alemanha - Parada de Singles             | 50             |
| Suíça - Parada de Singles                | 47             |
| Tabela (2004)                            | Melhor Posição |
| Ö3 Áustria - Top 40                      | 55             |
| Bélgica - Ultratop 50 Singles (Flanders) | 25             |
| Suécia - Parada de Singles               | 43             |

## Remixes/versões oficiais
- Versão Original – 3:39
- Instrumental – 3:39
- Versão Promo – 4:04
- Remix (part. Snoop Dogg) – 3:54